# Belvédère-groeve

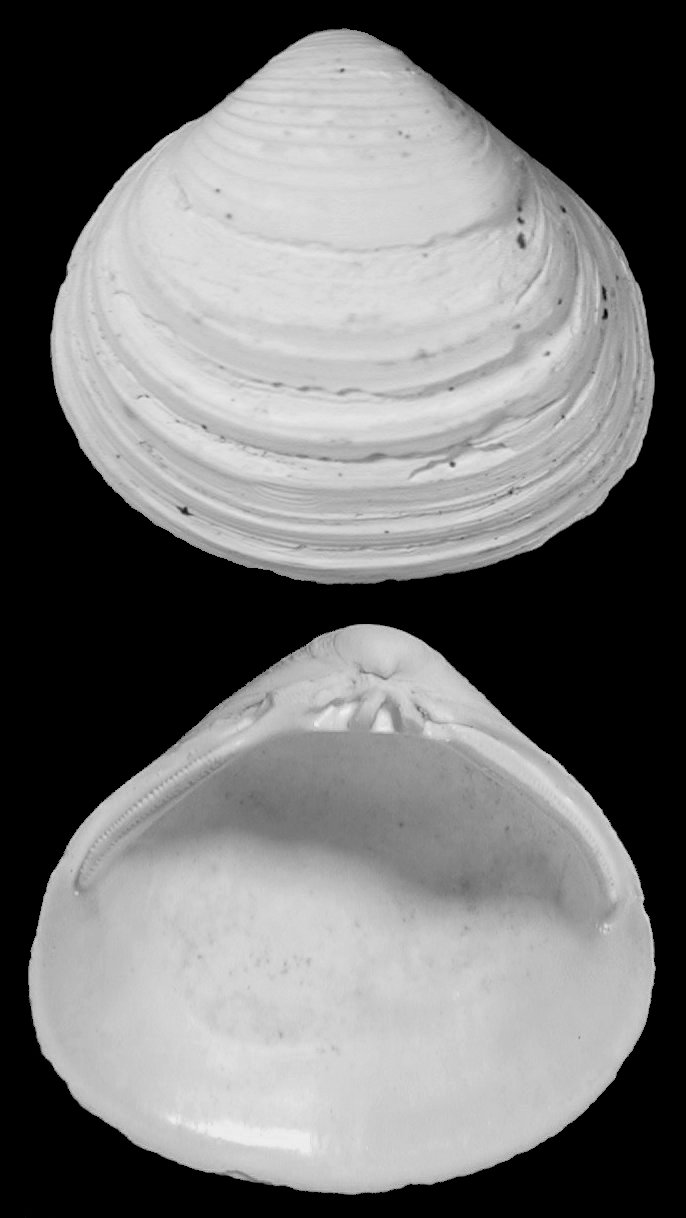
Corbicula fluminalis auct. Uit de groeve Maastricht-Belvédère, in afzettingen uit het Belvédère Interglaciaal

De Belvédère-groeve was een lössgroeve in de gemeente Maastricht waar de oudste gedateerde archeologische resten van Nederland opgegraven zijn. Bij opgravingen in de jaren 80 van de 20e eeuw zijn resten gevonden uit verschillende perioden van de Steentijd. Hier bevond zich ook een steenfabriek en kiezelexploitatie (1897-1982).

## Onderzoek
Aandacht voor de Pleistocene afzettingen van de Maas bij Maastricht was er al sinds het begin van de negentiende eeuw. In de zand- en grindlagen van de Maasterrassen werden ook al vroeg resten van fossiele zoogdieren vermeld. In 1823 werd een menselijke onderkaak gevonden, de datering daarvan bleef echter omstreden.
Door sluiting van de steenfabriek werd het mogelijk in de groeve ten zuiden van de fabriek uitgebreid archeologisch, geologisch, en paleontologisch onderzoek te doen. Dit is van 1980 tot 1990 op een gebied van circa 6 hectare gedaan.. De aanleiding voor dit onderzoek was een in situ vondst van een vuurstenen vuistbijl uit het Paleolithicum, die in 1980 door de geoloog Werner Felder in het kader van een veldopname van de geologische kartering door de toenmalige Rijks Geologische Dienst werd gedaan.
Na deze ontdekking werd ruim 20 jaar archeologisch onderzoek verricht door het Archeologisch Centrum van de Leidse Universiteit, begeleid door geologisch en paleontologisch onderzoek van diverse instellingen. Daarnaast werden de afgravingswanden gedurende vele jaren onderzocht door een groep Limburgse amateurarcheologen die belangrijk aan de kennis van de geologische opbouw van de profielen hebben bijgedragen.
Het onderzoek leidde tot veel wetenschappelijke en populair-wetenschappelijke artikelen, enkele proefschriften en het inzicht dat de belangrijkste lagen met archeologische en paleontologische vondsten tot een tot dan toe onbenoemd interglaciaal gerekend moesten worden. Dit interglaciaal werd naar de groeve waarin de afzettingen als zodanig herkend waren genoemd: het Belvédère Interglaciaal. De groeve Belvédère is dus het stratotype van dit interglaciaal.

## Archeologie
Uit de vroegste fase, rond 250.000 jaar geleden, zijn sporen van menselijke bewoning in tijdelijke kampementen opgegraven. De vondsten bestaan uit stenen werktuigen van Homo heidelbergensis en resten van dierenbotten. Een van de meer spectaculaire vondsten is die van een vuurstenen mes, dat door wetenschappers van de Universiteit Leiden is onderzocht op microscopische gebruikssporen. Hieruit bleek dat het mes gebruikt was voor het slachten van een wolharige neushoorn, waarvan eveneens ter plekke botrestanten gevonden waren. Uit een latere fase, rond 80.000 jaar geleden, zijn resten van een kampement van neanderthalers gevonden.
Ook zijn in de Belvédèregroeve, zoals op andere plaatsen rond Maastricht, dorpen gevonden van de eerste boerencultuur die in Nederland voorkwam, de bandkeramische cultuur.

## Huidige situatie
De groeve heeft jarenlang gediend als stort voor vuilnis van de gemeente Maastricht en is geheel gevuld met afval en sinds 1996 geëgaliseerd. Met het oog op eventueel toekomstig onderzoek van de archeologisch meest interessante gedeelten is een deel daarvan niet afgegraven. Deze plaatsen zijn met plastic afgedekt en liggen nu meters onder het vuilnis.